# アルトゥール・グリューバー
アルトゥール・グリューバー（Arthur Grüber, 1910年8月21日 - 1990年10月5日）は、ドイツの指揮者。
エッセンの生まれ。幼少期より音楽の才能を示し、10歳で作曲をはじめ、13歳でオペラを書き上げた。フォルクヴァング音楽大学でルートヴィヒ・ヴェーバーに師事した後、1930年から1932年までケルン音楽院に行き、ヴァルター・ブラウンフェルスに作曲、ヘルマン・アーベントロートに指揮法を学んだ。ケルン音楽院を卒業後、フランクフルト歌劇場のコレペティートルとなり、1933年に同歌劇場でヴァーグナーの《リエンツィ》を指揮して成功をおさめた。1938年にヴッパータール歌劇場の指揮者に転出し、1939年にはベルリン・ドイツ・オペラの第一指揮者となった。1944年にはハレの歌劇場の音楽監督を務めた。第二次世界大戦終結後は、1947年からバイエルン国立歌劇場の指揮者として復帰し、1951年から1955年までベルリン・コーミッシェ・オーパーのカペルマイスターを務めた。この間にアイルランド放送交響楽団の指揮者も兼ねた。1955年から1962年まではブラウンシュヴァイク州立劇場の音楽監督を務め、数多くの録音をこなした。1962年からカールスルーエ歌劇場の音楽監督を務め、カール・ハインツ・フュッセルやルドルフ・ケルターボルン等のオペラの初演を手掛けた。1963年からカールスルーエ音楽大学で教鞭をとったが、1976年に体調を崩して隠遁した。
ヴァルトブロンにて死去した。